# 土橋茂樹
土橋 茂樹（つちはし しげき、1953年 - ）は、日本の哲学者。専門は古代ギリシア哲学・教父学・中世哲学・徳倫理学。中央大学文学部名誉教授。

## 経歴
- 1953年 東京都生まれ
- 1972年 東京都立富士高等学校卒業
- 1978年 上智大学文学部哲学科卒業[1]、クラウス・リーゼンフーバーに師事[2]
- 1988年 上智大学大学院哲学研究科博士課程単位取得満期修了
- 1988年4月-1991年3月 上智大学文学部哲学科助手
- 1998年4月-2003年3月 中央大学文学部助教授
- 2003年4月-2024年3月 中央大学文学部教授
- 2006年4月-2007年3月 オーストラリアカトリック大学初期キリスト教研究所客員研究員
- 2014年4月-2026年3月 慶應義塾大学言語文化研究所・兼任所員
- 2024年4月 中央大学文学部名誉教授

ほか、新プラトン主義協会会長、日本倫理学会や中世哲学会の編集委員長などを歴任。

## 著書

### 単著
- 『教父哲学で読み解くキリスト教 ―キリスト教の生い立ちをめぐる３つの問い―』教文館、2023年8月
- 『振り向きざまのリアル ―哲学・倫理学エッセイ集―』知泉書館、2022年7月
- 『教父と哲学 ―ギリシア教父哲学論集―』知泉書館、2019年9月
- 『哲学（新版）』中央大学通信教育部、2019年
- 『善く生きることの地平―プラトン・アリストテレス哲学論集―』知泉書館、2016年9月
- 『哲学』中央大学通信教育部、2003年

### 編著
- 『存在論の再検討』月曜社、2020年2月
- 『フィロカリア　総索引』ヒルトップ出版、2017年3月
- 『善美なる神への愛の諸相―『フィロカリア』論考集―』教友社、2016年11月
- 『内在と超越の閾』（土橋茂樹・ 納富信留・栗原裕次・金澤修・共編著）知泉書館、2015年7月

### 共著
- 『神・自然・人間の時間―古代・中近世のときを見つめて』慶應義塾大学出版会、2024年3月
- 『自然を前にした人間の哲学―古代から近代にかけての12の問いかけ』慶應義塾大学出版会、2020年2月
- 『世界哲学史２―古代Ⅱ世界哲学の成立と展開』ちくま新書、2020年2月
- 『愛と相生―エロース・アガペー・アモル』教友社、2018年3月
- 『光の形而上学―知ることの根源を辿って―』慶應義塾大学出版会、2018年2月
- 『テオーシス―東方・西方教会における人間神化思想の伝統―』教友社、2018年2月
- 『越境する哲学―体系と方法を求めて―』（村上勝三・東洋大学国際哲学研究センター編）春風社、2015年12月
- Christians Shaping Identity from the Roman Empire to Byzantium, G. Dunn and W. Mayer (eds.), Brill, 2015.8
- 『新プラトン主義を学ぶ人のために』（担当章：「カッパドキア教父」）世界思想社、2014年5月
- 『中世における信仰と知』（担当章：「カッパドキア教父における信仰と知の問題」）知泉書館、2013年3月
- 『西洋哲学史Ⅱ』（担当章：「教父哲学」）講談社、2011年12月
- Prayer and Spirituality in the Early Church, Vol. 4, P. Allen, W. Mayer, L. Cross (edd.), （'Aspects of the Spiritual Struggle in ps-Macarius' Homilies'. pp. 179-188）St. Pauls Publications, 2006
- 『現代社会に於ける倫理の諸相』（担当章：「人間本性と善－Ｍ・ヌスバウムによるアリストテレス本質主義の擁護ー」）中央大学出版、2003年
- 『中世の社会思想』（担当章：「13・14世紀におけるアリストテレス『政治学』の受容」pp.173-200）創文社、1996年

### 訳書
- 『アリストテレス全集12　小論考集』（土橋茂樹・瀬口昌久・和泉ちえ・村上正治・共訳）岩波書店、2015年8月
- ロザリンド・ハーストハウス『徳倫理学について』知泉書館、2014年9月。
- エジプトの聖マカリオス『五十の講話―抄録者シメオンによるその一五〇章の抄録―』（『フィロカリアⅥ』所収）新世社、2013年5月
- 偽マカリオス『説教集』『大書簡』（『中世思想原典集成　第3巻　－後期ギリシア教父・ビザンティン思想－』所収）平凡社、1994年8月